# 格蘭維爾 (紐約州村)
格蘭維爾（英語：Granville）是位於美國紐約州華盛頓縣的村。

## 人口
根據2020年美國人口普查的數據，格蘭維爾的面積為4.01平方千米，皆為陸地。當地共有人口2404人，而人口密度為每平方千米600人。